# Indische Badmintonmeisterschaft 1991/92
Die Indische Badmintonmeisterschaft der Saison 1991/1992 fand Anfang 1992 in Chennai statt. Es war die 56. Austragung der nationalen Titelkämpfe im Badminton in Indien.

## Finalergebnisse
| Disziplin    | Sieger                               | Finalist                         | Ergebnis          |
| ------------ | ------------------------------------ | -------------------------------- | ----------------- |
| Herreneinzel | Rajeev Bagga                         | Dipankar Bhattacharjee           | 1-15, 15-13, 15-5 |
| Dameneinzel  | Manjusha Pawangadkar                 | Seema Bhandari                   |                   |
| Herrendoppel | Uday Pawar Vinod Kumar               | Leroy D’sa Rajeev Bagga          |                   |
| Damendoppel  | Manjusha Pawangadkar Archana Deodhar | Sudha Padamnabham Seema Bhandari |                   |
| Mixed        | Harjeet Singh Sindhu Gulati          | Vijaydeep Singh Nisha Bhagwat    |                   |